# إريكا بيلو
إريكا بيلو (بالإيطالية: Erika Bello)‏ هي مجدفة إيطالية، ولدت في 30 نوفمبر 1975 في تشيفيتافيكيا في إيطاليا.

## وصلات خارجية
- إريكا بيلو على موقع الاتحاد الدولي للتجديف (الإنجليزية)
- إريكا بيلو على موقع اللجنة الأولمبية الدولية (الإنجليزية)
- إريكا بيلو على موقع أوليمبيديا (الإنجليزية)